# محمد اوبا (شابران)
محمد اوبا (به لاتین: Mamedoba) یک منطقه مسکونی در جمهوری آذربایجان است که در شهرستان شابران واقع شده‌است.